# Princes Bay Light
Das Princes Bay Light ist ein Leuchtturm am höchsten Punkt des Südufers von Staten Island an der Lower New York Bay in New York City. Er befindet sich im Stadtviertel Pleasant Plains auf einer 26 m hohen Klippe oberhalb der Raritan Bay. Angebaut ist ein aus Braunsteinen gemauertes Cottage, das als Behausung des Leuchtturmwärters diente. Die Klippe mit dem Leuchtturm ist Teil der südlichen Endmoräne aus der Wisconsin-Vergletscherung, die bis vor 10.000 Jahren andauerte. Diese Klippen gehören zu den höchsten Klippen am Atlantischen Ozean im Bundesstaat New York.
Der derzeitige Leuchtturm wurde 1864 für die Summe von 30.000 US-Dollar errichtet, die der Kongress der Vereinigten Staaten zu diesem Zwecke freigegeben hatte. Der Anbau mit der Wohnung des Leuchtturmwärters wurde vier Jahre später hinzugefügt.
Das Princes Bay Lighthouse wurde im August 1922 außer Dienst gestellt, nachdem die Installation von acetyline lights in der Raritan Bay die Anlage überflüssig gemacht hatten. Die Mission of the Immaculate Virgin at Mt. Loretto, ein römisch-katholisches Waisenhaus, das von Pfarrer John Christopher Drumgoole begründet worden war, erwarb das Cottage und ein weiteres Nebengebäude im Jahr 1926.
1953 wurde ein rückwärtiges Richtfeuer auf dem Mt. Loretto, südöstlich des Leuchtturms in Betrieb genommen. Die Bundesregierung der Vereinigten Staaten zahlte deswegen jährlich eine Pacht von 32 US-Dollar an die Mission.
Das Leuchtturm, die Klippen und eine Fläche von 145 Acre an Land und weitere 49 Acre Gewässerflächen kaufte 1999 der Bundesstaat und der Trust for Public Land von der Erzdiözese New York. Der Leuchtturm gehört nun zur Mount Loretto Unique Area und ist ein New Yorker State Park, der vom New York State Department of Environmental Conservation unterhalten wird. In dem früheren Wohnhaus des Leuchtturmwärters wohnen nun Parkwächter.

## Belege
1. ↑  / Geology of Staten Island, College of Staten Island (Memento des Originals vom 11. Januar 2007 im Internet Archive)  Info: Der Archivlink wurde automatisch eingesetzt und noch nicht geprüft. Bitte prüfe Original- und Archivlink gemäß Anleitung und entferne dann diesen Hinweis.
2. ↑  Northeast Lights: Lighthouses & Lightships, Rhode Island to Cape May, New Jersey by Robert G. Bach and Publisher: Sea Sports Publications (September 1993) ISBN 0-9616399-4-6